# Sakura Quest
Sakura Quest (サクラクエスト?, Sakura Kuesuto) è una serie televisiva anime prodotta da P.A.Works e diretta da Sōichi Masui, trasmessa in Giappone dal 5 aprile al 20 settembre 2017.

## Personaggi
Yoshino Koharu (木春 由乃?, Koharu Yoshino)
Doppiata da: Ayaka Nanase
Shiori Shinomiya (四ノ宮 しおり?, Shinomiya Shiori)
Doppiata da: Reina Ueda
Maki Midorikawa (緑川 真希?, Midorikawa Maki)
Doppiata da: Chika Anzai
Ririko Oribe (織部 凛々子?, Oribe Ririko)
Doppiata da: Chiemi Tanaka
Sanae Kōzuki (香月 早苗?, Kōzuki Sanae)
Doppiata da: Mikako Komatsu
Angelica (アンジェリカ, Anjerika)
Doppiata da: Nanako Mori
Erika Suzuki  (鈴木エリカ, Suzuki Erika)
Doppiata da: Tomoyo Kurosawa

## Produzione
Ideata da "Alexandre S. D. Celibidache" e annunciata ufficialmente il 7 dicembre 2016, la serie televisiva di venticinque episodi è stata prodotta dallo studio d'animazione P.A.Works come suo terzo progetto anime, dopo Hanasaku iroha e Shirobako, dedicato al mondo del lavoro. Diretta da Sōichi Masui e scritta sotto la supervisione di Masahiro Yokotani, la serie è andata in onda dal 5 aprile al 20 settembre 2017. La colonna sonora è stata composta da (K)NoW_NAME, che ha anche curato le sigle di apertura e chiusura Morning Glory e Freesia. In varie parti del mondo gli episodi sono stati trasmessi in streaming in simulcast da Crunchyroll; in particolare, in America del Nord i diritti sono stati acquistati da Funimation.

### Episodi
| Nº | Titolo italiano (traduzione letterale) Giapponese 「Kanji」 - Rōmaji              | In onda           | In onda |
| Nº | Titolo italiano (traduzione letterale) Giapponese 「Kanji」 - Rōmaji              | Giapponese        |         |
| 1  | Verso la montagna magica 「魔の山へ」 - Ma no yama e                              | 5 aprile 2017     |         |
| 2  | I cinque eroi riuniti 「集いし五人の勇者たち」 - Tsudoishi go-nin no yūsha-tachi  | 12 aprile 2017    |         |
| 3  | Grido di mandragola 「マンドレイクの叫び」 - Mandoreiku no sakebi                 | 19 aprile 2017    |         |
| 4  | L'alchimista solitario 「孤高のアルケミスト」 - Kokō no arukemisuto               | 26 aprile 2017    |         |
| 5  | Il germogliamento di Yggdrasill 「ユグドラシルの芽生え」 - Yugudorashiru no mebae | 3 maggio 2017     |         |
| 6  | La mascherata di paese 「田園のマスカレード」 - Den'en no masukarēdo              | 10 maggio 2017    |         |
| 7  | La dimora nel purgatorio 「煉獄の館」 - Rengoku no yakata                         | 17 maggio 2017    |         |
| 8  | La ricetta delle fate 「妖精のレシピ」 - Yōsei no reshipi                         | 24 maggio 2017    |         |
| 9  | La bilancia della signora 「淑女の天秤」 - Shukujo no tenbin                      | 31 maggio 2017    |         |
| 10 | L'ira suprema del drago 「ドラゴンの逆鱗」 - Doragon no gekirin                   | 7 giugno 2017     |         |
| 11 | Il requiem dimenticato 「忘却のレクイエム」 - Bōkyaku no rekuiemu                 | 14 giugno 2017    |         |
| 12 | La gilda dell'alba 「夜明けのギルド」 - Yoake no girudo                           | 21 giugno 2017    |         |
| 13 | Il banchetto della marionetta 「マリオネットの饗宴」 - Marionetto no kyōen        | 28 giugno 2017    |         |
| 14 | La condanna della regina 「国王の断罪」 - Kokuō no danzai                         | 5 luglio 2017     |         |
| 15 | Il ritorno della regina 「国王の帰還」 - Kokuō no kikan                           | 12 luglio 2017    |         |
| 16 | L'Arlecchino sul lago 「湖上のアルルカン」 - Kojō no arurukan                     | 19 luglio 2017    |         |
| 17 | I capricci della sfinge 「スフィンクスの戯れ」 - Sufinkusu no tawamure            | 26 luglio 2017    |         |
| 18 | La coppa di sakè di Minerva 「ミネルヴァの盃」 - Mineruva no sakazuki             | 2 agosto 2017     |         |
| 19 | Il folclore nebbioso 「霧のフォークロア」 - Kiri no fōkuroa                       | 9 agosto 2017     |         |
| 20 | La fenice della notte santa 「聖夜のフェニックス」 - Seiya no fenikkusu           | 16 agosto 2017    |         |
| 21 | I pixie della città di ghiaccio 「氷の町のピクシー」 - Kōri no machi no pikushī   | 23 agosto 2017    |         |
| 22 | La luminaria della nuova luna 「新月のルミナリエ」 - Shingetsu no ruminarie       | 30 agosto 2017    |         |
| 23 | Il cristallo di neve sciolta 「雪解けのクリスタル」 - Yukidoke no kurisutaru      | 6 settembre 2017  |         |
| 24 | L'obelisco eterno 「悠久のオベリスク」 - Yūkyū no oberisuku                       | 13 settembre 2017 |         |
| 25 | Il regno dei fiori di ciliegio 「桜の王国」 - Sakura no ōkoku                     | 20 settembre 2017 |         |